# Хасаншаих
Хасаншаи́х (тат. Хәсәншәех) — село в Арском районе Республики Татарстан Российской Федерации. Входит в Апазовское сельское поселение.

## География
Село расположено на реке Шошма в 40 километрах к северу от города Арск, в 4 километрах к востоку от административного центра села Апазово.

## Население
| Численность населения по годам |      |      |      |      |      |      |      |      |
| 1678                           | 1716 | 1795 | 1858 | 1897 | 1914 | 1926 | 1935 | 2000 |
| 31 душ мужского пола           | 151  | 650  | 1289 | 1556 | 1722 | 1534 | 1331 | 650  |

## История
Первое упоминание в письменных источниках деревни Хасаншаих датируется 1678 годом.
В «Списке населенных мест по сведениям 1859 года», изданном в 1866 году, населённый пункт упомянут как казённая деревня Янчикова 2-го стана Казанского уезда Казанской губернии. Располагалась при речке Шошме, по левую сторону Сибирского почтового тракта, в 90 верстах от губернского города Казани и в 35 верстах от становой квартиры в заштатном городе Арске. В деревне в 135 дворах жили 1289 человек (687 мужчин и 602 женщины). Были 2 мечети.

## Население
Национальный состав
Согласно результатам переписи 2002 года, в национальной структуре населения села татары составляли 100% из 604 человек.

## Экономика
Полеводство, молочное скотоводство, теплица.

## Социальная инфраструктура
Средняя школа, детский сад, дом культуры, библиотека.